# Jean Todt
Jean Henri Todt (Pierrefort, 25 februari 1946) is voormalig voorzitter van de internationale autosportbond FIA, en voormalig teammanager van het Formule 1 team van Ferrari. Jean Todt is in elke soort van motorsport waarin hij een rol speelde, succesvol geweest. Hij studeerde af aan EDC Paris Business School (1969).

## Leven en carrière
Todt werd in 1946 geboren in Pierrefort in de Cantal, een departement van Frankrijk. Todts motorsportcarrière begon toen hij de Mini Cooper S van zijn vader leende voor een vriend om een rally mee te rijden. Spoedig daarna begon Todt zelf aan een carrière als rallyrijder en navigator. Dat deed hij tot eind 1981 toen hij dat jaar nog naast de tot 2007 teambaas van Citroën in het Wereldkampioenschap Rally, Guy Frequelin zat. Met hem won hij dat jaar voor Talbot de WK-titel voor constructeurs. Todt is getrouwd met Michelle Yeoh (welke speelt in de film "The Lady").

### Peugeot Talbot Sport
Het jaar daarop werd Todt ingelijfd als manager bij het team van Peugeot-Talbot. Hiermee startte hij in 1982 de ontwikkeling van de Peugeot 205 Turbo 16. Met deze auto wist hij het meest succesvolle team neer te zetten uit het Groep B-tijdperk. Hij greep in zowel 1985 als 1986, de rijder- en constructeurstitel met Peugeot. Na het einde van het Groep B tijdperk in het WRC, ging Todt nog door met Peugeot tot begin jaren negentig. Het team won de Parijs-Dakar rally van 1987 tot 1991 achtereenvolgens, maar hij bracht ook succes mee in de bekende Pikes Peak-heuvelklimrace en als teambaas tijdens de 24 uur van Le Mans.

### Scuderia Ferrari
In 1993 greep Todt de kans om als manager te fungeren voor het Formule 1 team van Scuderia Ferrari. Tijdens zijn periode als teammanager van Ferrari wist hij veel successen te boeken. Zo was hij verantwoordelijk voor het aantrekken van Michael Schumacher bij het team in 1996, waardoor Ross Brawn zich ook bij Scuderia Ferrari voegde. Met Scuderia Ferrari wist Todt 8 keer het kampioenschap voor constructeurs - en 6 keer het kampioenschap voor coureurs te winnen. Op 25 oktober 2006 werd bekendgemaakt dat Todt CEO van Ferrari SpA zou worden. Zijn opvolger als teammanager bij Ferrari was Stefano Domenicali. Vanaf 2008 kreeg Todt een nieuwe functie als hoofd van het gehele Ferrari team, inclusief personenautoproductie. Op 17 Maart 2009, werd aangekondigd dat Todt zijn functie weer had neergelegd, waarmee zijn betrokkenheid bij Ferrari eindigde.

### FIA Presidentschap
In 2009 heeft hij zich samen met Ari Vatanen beschikbaar gesteld voor het voorzitterschap van de FIA, als vervanger van Max Mosley. Op 23 oktober 2009 is de stemming geweest, waarin Todt met 135 stemmen tegen 49 voor Vatanen gekozen werd als de nieuwe FIA-president. Op 17 december 2021 werd in Parijs Mohammed Ben Sulayem verkozen tot FIA-president en volgde daarmee Todt op.

## Trivia
In 2008 is Jean Todt naast Michael Schumacher te zien in de film Asterix en de Olympische Spelen. Hij komt als teambaas uit in de wagenrennen voor Germanië.
- In juli 2023 trouwde Todt na een verlovingstijd van negentien jaar in Genève met de actrice Michelle Yeoh.[4]